# Langon (Gironda)
 Langon  (en occitano Lengon) es una población y comuna francesa, situada en la región de Nueva Aquitania, departamento de Gironda. Es la subprefectura del distrito y el chef-lieu del cantón homónimos.

## Demografía
| 5375 | 5356 | 5843 | 5836 | 5842 | 6168 |
| Para los censos de 1962 a 1999 la población legal corresponde a la población sin duplicidades (Fuente: INSEE [Consultar]) |      |      |      |      |      |